# Fresh Prince
Fresh Prince (v anglickém originále The Fresh Prince of Bel-Air) je americký televizní sitcom nominovaný na Emmy původně vysílaný na NBC od 10. září 1990 do 20. května 1996. Hlavní postavu ztvárnil Will Smith jako ulicí vychovaný teenager ze západní Filadelfie, který byl poslán, aby žil s jeho bohatými příbuznými v Bel-Airském sídle. Jeho životní styl se často střetává se stylem těchto příbuzných. Bylo natočeno 6 řad o 20 epizodách.

## Úvodní znělka
Úvodní znělku napsal a Will Smith jako „The Fresh Prince“. Hudbu složil QD3 (Quincy Delightt Jones III), který je s Willem Smithem uveden na konci každé epizody. Tato hudba je také používána k přechodům mezi scénami. Tato píseň má v celé délce 2:52 a je také v albu Willa Smitha - Greatist hits
V prvních dílech použili jen první, druhou, třetí, šestou a sedmou sloku. Od čtvrtého dílu použili jen první dvě a poslední dvě sloky. Tato změna umožňovala prodloužení dílů.
V první, páté a šesté sérii na konci každého dílu použili instrumentální podobu této písně. Zatímco ve druhé, třetí a čtvrté jsou na konci ukázány vtipné nepovedené záběry.

## Kde všude se natáčelo
První série Hollywood Center Studios, Kalifornie (1990–1991); druhá a třetí série Sunset Gower Studios, Kalifornie (1991–1993); čtvrtá, pátá a šestá NBC Studios Burbank, Kalifornie (1993–1996). Vila rodiny Banksů je skutečná a její adresa byla poprvé odhalena v čtvrté sérii v díle „For Sale By Owner“ - 805 Saint Cloud Road. Najdete ji i na mapě

### Změny natáčecích prostorů domu
V první sérii se vše natáčí hlavně v obývacím pokoji, který je ve formálním stylu. Také se natáčelo v kuchyni, která ovšem nebyla přímo spojena s obývacím pokojem. Pár záběrů je také v horním patře. Po této sérii bylo kompletně přestavěno.
Ve druhé sérii přestavěli kuchyň a obývací pokoj do modernějšího stylu oproti původnímu dílu. Tyto dvě místnosti byly přímo spojeny, proto bylo možné natáčet v kuse. Schody přesunuty z haly do pozadí obývacího pokoje, hned vedle zadního vstupu do zahrady. Jediné věci, které zůstaly z první série, byly levá strana kuchyně a chodba z obývacího pokoje směrem doprava, která vede do haly s vchodovými dveřmi.
Dům, který je natáčen z venku není ten v Bel-Air v Los Angeles, ale ve skutečnosti v Brentwoodu.

### Kanál 8 zpravodajská stanice
S tímto prostředím se setkáváme ve třetí sérii, protože Hilary získala práci „rosničky“ a tam se také zamilovala do Trevora Collinse. Tyto prostory byly ke konci čtvrté sérii odepsány, jelikož Trevor zemřel při nehodě v bunde jumpu. V šesté sérii se sem zase vrátíme, díky Hilaryně vlastní TVshow.

### Jazz
Jazz bydlí s kamarády v sešlém apartmánu v Kalifornii, čtvrť Compton v areálu Chalet Towers.
Zajímavost = záběr, kde někdo (většinou strejda Phil) vyhazuje Jazze z domu je jen jeden. Jen jeden byl natočen a používají ho pořád dokola. I když zrovna třeba není den a nebo má Jazz úplně jiné oblečení.

### ULA studentský obchod
Čtvrtá a pátá série se také natáčí ve studentském obchodě v kampusu University of Los Angeles, které se také nazývá „The Peacock Stop“ (jméno podle maskota, páv = peacock). V seriálu zde pracuje Will, Carlton a Jackie.

## Ocenění
Seriál Fresh Princ vyhrál cenu za nejlepší seriál (1994).
Alfonso Ribeiro (Carlton) získal cenu za vynikající výkon ve vedlejší roli (1996).
Tatyana Ali (Ashley) získala cenu za vynikající dětskou herečku (1997) a za oblíbenou televizní herečku (1996).
Ross Bagley (Nicky) získal cenu za nejlepší herecký výkon dětí do deseti let v televizi (1996) a tutéž cenu za výkon v seriálu (1995).